# 安藤電気
安藤電気株式会社（あんどうでんき、Ando Electric Co., Ltd.）は、かつて存在した日本の電気機器メーカー。
1933年6月創業。約70年の歴史を持つ、ICテスタ、光測定器、データ通信用測定器を中心とした測定器メーカーであり、当時は「ANDO」のブランドで知られていた。東京証券取引所第二部に上場していた（証券コード:6847）。1996年にデミング賞実施賞を受賞。資本金：７５億円　従業員数：約１５００人
元々はNECが発行株式の35%を保有するグループ企業であったが、2001年にNEC保有株式が横河電機に売却され、その傘下に移った。
2002年、株式交換によって安藤電気は横河電機の100％子会社化され、株式の上場は同年9月25日をもって廃止された。
2004年、事業再編により解体、主な事業は横河電機通信・測定器事業本部に統合、デバイスプログラマ（ROMライタ）関連はフラッシュサポートグループカンパニー、マーキング装置（刻印機）関連はベクトル株式会社へ譲渡された。
主なプロダクツ
【ATE関連】ICテスタ、オートハンドラー
【光関連】光スペクトラムアナライザ、OTDR、光パワーメータ、光源
【データ通信関連】プロトコルアナライザ、SDHアナライザ、トラフィックテスタ、モデムテスタ
【無線関連】無線機テスタ、PDCチェッカー
【NW装置関連】DSU、メディアコンバータ
【デバイスプログラマ】ROMライタ
【メカトロ関連】マーキング装置、寸法計測装置、プリント板加工機、UV計

## 参考
- 安藤電気株式会社